# Joan Robinson
Joan Violet Robinson (con apellido de nacimiento, Maurice; Camberley, 31 de octubre de 1903 - Cambridge, 5 de agosto de 1983) fue una economista, profesora e investigadora inglesa que tuvo aportes en la teoría económica, teoría del capital y crecimiento económico. Además, contribuyó al desarrollo y la promoción de la teoría económica keynesiana. Su trabajo fue tan importante que muchos académicos consideran que debió ganar el Premio Nobel de Economía. Su enfoque crítico y a menudo poco ortodoxo de la teoría económica desafió a sus colegas y estudiantes a reflexionar profundamente sobre la estructura y la finalidad de los sistemas económicos. Su legado se refleja en la continua relevancia de su obra para el pensamiento económico contemporáneo y los debates políticos.

## Primeros años y educación
Joan Violet Maurice, por su apellido de soltera, nació en Camberley, Surrey (Inglaterra), y fue la tercera hija de una familia de cuatro hijas mujeres y un varón del matrimonio entre el General de División Sir Frederick Maurice y Helen Margaret Marsh. Joan desciende de una familia de clase media-alta de militares y catedráticos. Su padre, Sir Fraderick, fue un general de división del ejército británico y además fue un historiador militar, biógrafo y periodista; y su madre, Helen Marsh, fue hija a su vez de un catedrático de cirugía y profesor del Downing College de Cambridge y de Jane Perceval Marsh, enfermera y fundadora del Hospital Alexandra para niños con enfermedades de cadera. Su abuelo paterno, F.D. Maurice, fue autor de obras filosóficas, sermones y una novela; y en 1848 participó en uno de los primeros esfuerzos por establecer la enseñanza superior para las mujeres en Inglaterra Su tío, Sir Edward Marsh, era un crítico literario defensor de las artes y coleccionista de esculturas y pinturas, bajo cuya influencia Joan se interesó por el arte y se convirtió ella misma en coleccionista
Asistió a la escuela privada de niñas de San Paul, ubicada en Londres, donde estudió Historia. En 1921 ganó la Beca Gilchrist para estudiar en Girton College Cambridge, donde decidió seguir la carrera de Economía porque quería entender las causas de la pobreza y el desempleo Joan se graduó en 1925, pero no obtuvo su título de la Universidad de Cambridge hasta 1948, ya que el derecho a este grado estuvo vedado a las mujeres hasta este año La facultad de Economía en la que Joan Maurice ingresó como estudiante universitaria de pregrado contaba con figuras como A.C. Pigou, J.M. Keynes, G. Shove, D.H. Robertson, C. Guillebaud, W. Layton y A. Robinson A pesar de que Alfred Marshall ya se había retirado, sus ideas eran muy influyentes en Cambridge y en todas las Islas Británicas, Pigou era su sucesor y profesor del curso de Economía Política donde se mantuvo el dictado de las ideas de Marshall. Keynes, en aquella época, era profesor parcial en Cambridge y daba conferencias sobre teoría y políticas monetarias estrictamente ortodoxas

## Inicios de su vida académica

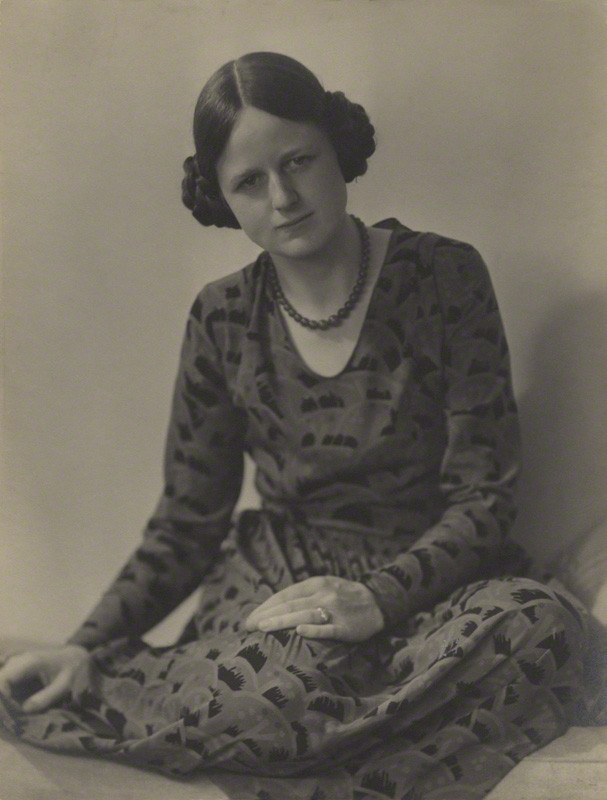
Joan Robinson c. 1920.

En 1926 Joan Maurice se casó con Austin Robinson, quien era en aquel momento, becario junio del Corpus Christi College. Dejaron Cambridge y fueron a vivir a India durante dos años, donde Joan se involucró en el apoyo a la causa de los Estados Indios contra los derechos económicos del gobierno británico y enseñó en una escuela local mientras Austin ejercía de tutor del Maharajá de Gwailor Su estancia en la India le permitió conocer de primera mano los problemas de los países subdesarrollados, temas que siguió tratando en sus escritos y en su labor docente A su retorno a Cambridge en el verano de 1928, Joan Robinson empezó a supervisar a estudiantes universitarios y luego a realizar investigación en Economía por su parte, Austin Robinson fue nombrado profesor universitario en 1929 y elegido becario en Sidney Sussex College en 1931 Joan Robinson fue ascendiendo poco a poco en el mundo académico en la Universidad de Cambridge: Fue profesora ayudante junior (Junior Assistant Lecturer) en 1931, profesora adjunta (Assistant lecturer) en 1934 profesora titular (Full Lecturer) en 1937, profesora lectora (Reader) en 1949, y no fue catedrática (Full professor) hasta la jubilación de Austin Robinson, en 1965
Cuan Joan Robinson regresó a Cambridge de India, el ambiente intelectual de Cambridge había cambiado. Tras la muerte de Edgeworth en 1926, Keynes se convirtió en el único editor del Economic Journal y se dedicó a su obra Tratado sobre el dinero. Además, Keynes había llevado a Cambridge a diversos intelectuales, entre ellos, Piero Sraffa, un joven economista italiano que tenía ideas contrarias a la economía marshalliana y Richard Kahn con quien Joan Robinson inició una asociación intelectual que duró toda su vida. Otros perfiles importantes con los que Joan compartió espacio académico, fueron Maurice Dobb, que se convertiría en el economista marxista más importante del Reino Unido; Gerald Shove y Dennis Robertson, a cuyas clases había asistido como estudiante de pregrado; James Meade, de Oxford, que pasó un año en Cambridge en 1930 y que era miembro del "Circo de Cambridge"; y, el catedrático de Economía Política, A. C. Pigou

## Investigación y pensamiento económico
Joan Robinson escribió numerosos libros y una gran cantidad de artículos, la mayoría de los cuales se han reunido en sus "Collected Economic Papers" , libro de cinco volúmenes publicado por Basil Blackwell entre 1951 y 1979; y estos abarcan la obra de Robinson desde principios de los años 30 hasta mediados de los 70. Los editores Durlauf y Blume en “The New Palgrave Dictionary of Economics” describen que la obra académica de Robinson se divide en tres grandes grupos, que corresponden a las tres fases básicas de su desarrollo intelectual:
Un primer grupo y fase temprana de su investigación pertenece al desarrollo del libro Economía de la competencia imperfecta (1933). Un segundo grupo pertenece a la fase de explicación, propagación y defensa de la Teoría General de Keynes. Por último, un tercer grupo de escritos creció en torno a la principal obra de su madurez, La acumulación de capital (1956)

#### Teoría General de Keynes
Luego de la publicación de su primer libro en 1933, según varios biógrafos de Robinson, la economista dejó de lado la investigación sobre competencia imperfecta para involucrarse en las ideas que venía desarrollando Keynes a principio de los años 30, también llamada “revolución keynesiana”. Junto a otros cuatro economistas: Austin Robinson, Richard Kahn, James Meade y Piero Sraffa Robinson formó parte del “Circo de Cambridge” que fue un grupo de académicos formado por Sraffa que sostenían una serie de reuniones con el propósito de discutir las ideas de Keynes de “Un tratado sobre el dinero” y si bien Keynes no asistía en persona varios autores consideran que estas discusiones, en parte, condujeron al desarrollo de su obra “La Teoría General” como respuesta a las críticas y preguntas del “Circo de Cambridge”, pero también, y principalmente, en respuesta al cambio de circunstancias del mundo al surgir la Gran Depresión
Según los editores Durlaf y Blume, las ideas de Keynes rompían con la tradición, lo que encajaba con su actitud inconformista de Robinson; y abordaban los profundos problemas sociales del desempleo, lo que apelaba a la conciencia social de Robinson. En esta línea, Robinson publicó en 1937, “Ensayos sobre la teoría del empleo” e “Introducción a la teoría del empleo”. Con estos dos libros, contribuye a la clarificación de una pieza importante de la teoría keynesiana: el proceso a través del cual las inversiones determinan el ahorro y subraya el papel de la inversión como variable independiente, mientras que el ahorro total se muestra como determinado pasivamente por la inversión Asimismo, el libro "The new Palgrave dictionary of economics"  indica que, otros conceptos introducidos por Joan Robinson en su momento, que permanecerían de forma permanente en la siguiente literatura económica sobre la teoría del empleo son los relativos a lo que ella denominó políticas de «empobrecer al vecino», «desempleo encubierto» y la generalización de las condiciones Marshall-Lerner en términos de «las cuatro elasticidades»

#### Karl Marx y el Marxismo
A principios de la década de 1940, Robinson empezó a llevar el modelo keynesiano más allá de su marco teórico, introduciendo aspectos de la economía marxista en libros como "An Essay on Marxian Economics" (1942; 2ª ed., 1966) y "Marx, Marshall, and Keynes" (1955).
Con el auge de la posguerra, según autores como Dimand y Forget en su libro "A biographical dictionary of women economists" del 2000, el interés de Robinson pasó de analizar el papel de la demanda efectiva en la determinación de la producción y el empleo a examinar las condiciones necesarias para la acumulación y el crecimiento. Como se comenta en el mismo libro, en la década de 1950, Robinson se interesó intensamente por las causas y consecuencias del desarrollo a largo plazo. Durante este periodo trató el concepto de capital a profundidad con sus artículos de 1953 "La función de producción y la teoría del capital", y su reconsideración de Marx en “Releyendo a Marx” (1953), así como de su “Acumulación del capital” (1956)

## Obras más resaltantes

### Economía de la competencia imperfecta (1933)
Según varios autores, este libro situó a Robinson en la vanguardia del desarrollo de la teoría económica. En él exponía un modelo de competencia entre empresas, cada una de las cuales tenía cierto poder de monopolio. Contemporáneamente, el economista estadounidense Edward H. Chamberlin publica "Teoría de la Competencia Monopolística" y ambas investigaciones inician lo que se conoce como "la revolución de la competencia monopolística".

En su libro, Robinson demostró que existen mercados imperfectos con grandes empresas que se enfrentan a curvas de demanda descendentes y, por tanto, a curvas de ingresos marginales descendentes, y maximizan sus beneficios en el nivel de producción en el que el ingreso marginal es igual al coste marginal a un precio superior al coste marginal. Por tanto, había encontrado la explicación para que las empresas operaran por debajo de su capacidad durante la Depresión, en lugar de cerrar como predecía la teoría de la competencia perfecta. Además, Robinson encuentra un resultado importante sobre el bienestar social:
El monopolio puede tener un efecto desfavorable sobre la distribución de los recursos entre los diferentes usos y debe tener un efecto desfavorable sobre la distribución de la riqueza entre los individuos
A pesar de la contribución de Robinson en este libro al teorizar, conceptualizar y demostrar empíricamente la naturaleza no competitiva de muchas empresas de los mercados, autores como Durleuf y Blume no consideran a la obra como totalmente adversa a la teoría marshalliana que era altamente extendida y aceptada:
Se abandonan las condiciones restrictivas de la competencia perfecta sobre las que se construyó la teoría de Marshall, y se demuestra que la competencia perfecta es un caso muy especial de lo que en general es una situación monopolística. Se lleva a cabo todo un nuevo análisis del comportamiento del mercado sobre la base de nuevos supuestos, más generales; y, sin embargo, todo el método de análisis, todo el planteamiento -aunque refinado y perfeccionado- sigue siendo el tradicional de Marshall. En cierto sentido, más que una crítica radical, la "Economía de la competencia imperfecta" bien podría considerarse la culminación y coronación del análisis marshalliano
Si bien en la colección de sus obras, "Collected Economic Papers", se pueden encontrar más aportes suyos; este libro es el más resaltante de su producción académica en el campo de la microeconomía. Luego de su publicación, Joan Robinson comenzó a centrarse en temas dentro del campo de la macroeconomía y el crecimiento económico.

### La acumulación de capital (1956)
Siguiendo a “A biographical Dictionary of Women Economists”, en "La acumulación de capital", Robinson explora las consecuencias dinámicas a largo plazo de la acumulación de capital provocada por la inversión a corto plazo. En esta obra, Robinson desarrolla modelos complejos que analizan la relación entre la acumulación de capital y el progreso técnico y hace la siguiente importante contribución:
La tasa de crecimiento y la tasa de beneficio dependen del progreso técnico y del aumento de la productividad, que a su vez vienen determinados por la acumulación de capital
Esta idea era contraria a la del modelo neoclásico en el que la inversión no puede determinarse independientemente del ahorro. Por el contrario, para Robinson, las decisiones de inversión no sólo eran independientes del ahorro, sino que eran lógicamente anteriores a él. En esta visión keynesiana, las expectativas inciertas y a menudo inestables hacían de la inversión el componente más volátil de la demanda agregada Este resultado tiene importantes implicancias en la vida de los agentes económicos, ya que cuando un impulso persistente a invertir y acumular ejerce presión sobre la utilización de la capacidad, el resultado es una espiral inflacionista que culmina en una caída de los salarios reales

### Otras obras
- (1933), "Economics of Imperfect Competition", London: Macmillan: 2nd edn, 1969.
- (1936), "Review of Strachey, The Nature of Capitalistic Crisis", Economic Journal, 46, June, 298–302.
- (1937), "Introduction to the Theory of Employment", London: Macmillan; 2nd edn, 1969.
- (1942), "An Essay on Marxian Economics", London: Macmillan; 2nd edn, 1966.
- (1953a), ‘The Production Function and the Theory of Capital’, in Collected Economic Papers, vol. II, Oxford: Basil Blackwell.
- (1953b), On Re-reading Marx, Cambridge: Students’ Bookshops Ltd.
- (1956), The Accumulation of Capital, London: Macmillan.
- (1958), ‘Imperfect Competition Today’, Collected Economic Papers, vol. II, Oxford: Basil Blackwell.
- (1962), Economic Philosophy, London: Watts and Co.
- (1963), Essays in the Theory of Economic Growth, London: Macmillan.
- (1973), ‘What Has Become of the Keynesian Revolution?’, Collected Economic Papers, vol. V, Oxford: Basil Blackwell.
- (1974), ‘History versus Equilibrium’, Collected Economic Papers, vol. V, Oxford: Basil Blackwell.

## Logros y reconocimientos
- En 1948 fue nombrada la primera economista miembro de la Comisión de Monopolios y Fusiones de Inglaterra (England’s Monopolies and Merger Commission).[12]
- En 1945, en el entonces llamado Ministerio de Obras Públicas de Reino Unido, la nombró como parte de un comité científico consultivo para asesorar y sugerir líneas de investigación científica.[13]
- En 1971, Galbraith, durante su mandato como presidente de la American Economic Association, seleccionó a Joan Robinson como prestigiosa conferenciante Ely.[2]
- Su nombre perdura en la Girton College de Cambridge a través de la Joan Robinson Economics Society y la Joan Robinson Research Fellowship in Heterodox Economics.[12]

## Legado

#### Avances en el estudio del poder de mercado
El trabajo de Robinson sobre el monopsonio y el poder de mercado amplió la comprensión de cómo las empresas individuales pueden ejercer influencia sobre los mercados, en particular en la fijación de salarios y condiciones de trabajo. Su investigación académica tuvo y sigue teniendo implicaciones prácticas en la política y la regulación: por ejemplo, recientemente en 2019, en el caso de Apple Inc. v. Pepper, et al. del Tribunal Supremo de los Estados Unidos, además del dictamen de que los consumidores quedaban legitimados para presentar cargos antimonopolio contra Apple, también se afirmó que Apple podría ser demandada por los desarrolladores de aplicaciones, «sobre una teoría de monopsonio».

#### Expectativas del Premio Nobel
Las contribuciones de Robinson fueron ampliamente reconocidas, incluso por los economistas mainstream estadounidenses, con los que se enfrentaba a menudo; y se especuló con la posibilidad de concederle el Premio Nobel de Economía, sobre todo en 1975, sin embargo, la Real Academia Sueca de las Ciencias nunca le otorgó el reconocimiento.
Aunque no recibió este honor, su influencia perdura. Sus escritos sobre el crecimiento económico, la teoría del capital y la economía del bienestar han tenido un impacto duradero en este campo.